# Брандт, Яков Яковлевич
Я́ков Я́ковлевич Брандт (1869, Российская империя — 1944, Пекин, Китай) — российский и советский синолог, дипломат и лингвист. Работал над развитием китаеведческого образования в России, автор большого количества учебных материалов для изучения китайского языка на русском и английском языках. Его книги считались современниками лучшими русско-китайскими учебными материалами.

## Биография
Окончил Саратовскую гимназию. В 1892 году окончил факультет восточных языков Санкт-Петербургского университета. Работал в качестве чиновника по особым поручениям в Министерстве финансов, затем — старшим преподавателем Школы русского языка при Пекинском отделе правления Катайско-Восточной железной дороги. С 1915 года — действительный статский советник. Работал над развитием китаеведческого образования в России. После Октябрьской революции был товарищем управляющего делами Делового кабинета Д. Л. Хорвата в 1918 году, а также членом правления товарищества «Восточное хозяйство» и управляющим товариществом «Восточное просвещение». Являлся профессором Пекинского института русского языка в 1921—1924 годах.
Яков Брандт является автором таких книг, как «Почин. Опыт учебной хрестоматии для преподавания русскаго языка в начальных китайских школах» (1906, 1910—1911), «Русско-Китайский Переводчик: сборник наиболее необходимых слов, выражений и фраз, преимущественно военного характера, с указанием китайских знаков и их произношения» (1906) и «Самоучитель китайского письменного языка» (1914), считающихся в 20-х годах XX-века лучшими русско-китайскими учебными материалами. Большую часть его книг, посвящённых изучению китайского и русского языков, были изданы Русской духовной миссией в Пекине.
С 1925 года Брандт начал преподавать в Северокитайской союзной языковой школе. По результатам трёх семестров преподавательской деятельности он написал книгу «Introduction to literary Chinese (漢文進階)» на английском языке, изданную в 1927 и впоследствии многократно переизданную. В 1944 году Брандт завершил и опубликовал книгу «English-Chinese Vocabulary».
Умер в Пекине в 1944 году.

### На русском
- Брандт Я. Я. «Русско-Китайский Переводчик: сборник наиболее необходимых слов, выражений и фраз, преимущественно военного характера, с указанием китайских знаков и их произношения». соч. Я. Брандта. 2-е изд. — Пекин, 1906.
- Брандт Я. Я. «Почин. Опыт учебной хрестоматии для преподавания русскаго языка в начальных китайских школах». / В 3 частях. Ч.3. Отд.1. Составил Яков Брандт. — Пекин, 1906.
- Брандт Я. Я. «Почин. Опыт учебной хрестоматии для преподавания русскаго языка в начальных китайских школах». / В 3 частях. Ч.1. Изд. второе. Составил Яков Брандт. — Пекин, 1906.
- Брандт Я. Я. «Самоучитель китайского разговорного языка по методе Туссэна и Лангеншейдта» / Сост. Я. Брандт, ст. преп. Шк. рус. яз. при Пекин. отд. Правл. Кит. Вост. ж. д. Ч. 1-. — Пекин : тип. Рус. духов. миссии, 1909. — 26.
- Брандт Я. Я. «Вдовствующая императрица Цы-си и Император Гуан-сюй». — Харбин, 1909.
- Брандт Я. Я. «Образцы китайскаго официальнаго языка с русским переводом и примечаниями = : 漢國之牘箋編» / собрал и обработал Я. Брандт, старший преподаватель Школы китайской восточной ж. д. в Пекине. — Пекин : Тип. Усп. монастыря при Русской духовной миссии, Ч.1., 1910.
- Брандт Я. Я. «Дипломатические беседы»: Текст кит. изд. с рус. пер., словами и примеч. / Я. Брандт. — Пекин : тип. Усп. монастыря при Рус. духов. миссии, 1911. — [1], 111 с.;
- Брандт Я. Я. «Самоучитель китайского письменного языка» / Сост. Я. Брандт. Т. 1. — Пекин : тип. Рус. духов. миссии, 1914. — 26. Т. 1. — 1914. — 4, 417 с.
- Брандт Я. Я. Почин. «Опыт учебной хрестоматии для преподавания русскаго языка в начальных китайских школах». В 3 частях. Ч.1. Изд. пятое. Составил Яков Брандт. — Пекин, 1915.
- Брандт Я. Я. «Сборник трактатов России с Китаем (начиная с Кульджинского трактата 1851 г.): для чтения в Институте русского языка при Министерстве иностранных дел.» — Пекин, 1915.
- Брандт Я. Я. «За кем идти» / Я. Бранд. — Харбин : Электро-тиро-лит. А. К. Бергут (сын), 1918. — 13 с
- Брандт Я. Я. «Обычныя письма = : 俄文通用尺牍» / Я. Брандт. — Пекин : Типография Русской духовной миссии, 1924. — 2, 193, [2] с.;

### На английском
- Introduction to literary Chinese (漢文進階)./ Brandt, Jakov J./ Peiping. 1927
- Wenli particles (虛字指南)./ Brandt, Jakov J./ Peiping. 1929
- Modern Newspaper Chinese: progressive readings with vocabularies, notes and translations. / By J. J. Brandt, pp. xii + 321. Peiping: Henri Vetch, 1935.
- Introduction to Literary Chinese. By J. J. Brandt. Second edition. 9 × 6, pp. xi + 352. Peiping: Henri Vetch, 1936, 21s.
- Modern newspaper Chinese: progressive readings with vocabularies, notes and translations./ By J. J. Brandt, pp. xii + 321. Peiping: Henri Vetch, 1939.
- Introduction to spoken Chinese / J. J. Brandt. Peiping: Henri Vetch, 1940—240 p.
- Introduction to spoken Chinese / by J. J. Brandt. 1943
- «Introduction to literary Chinese»./ by Brandt, J. J., / — New York: Frederick Ungar Publishing Company. — 503 p. / (ca 1944)
- Brandt’s English-Chinese Vocabulary . J. J. Brandt. Department of Oriental Studies, Yale Univ., 1944 .